# Leucophysalis nana
Leucophysalis nana là loài thực vật có hoa trong họ Cà. Loài này được (A. Gray) Averett mô tả khoa học đầu tiên năm 1970.